# Felipe Cortines y Murube
Felipe Cortines y Murube (Los Palacios, 1883-Sevilla, 1961) fue un escritor español.

## Biografía
Nacido en 1883 en Los Palacios, publicó Ideas jurídicas de Saavedra Fajardo (Sevilla, 1907), De Andalucía (rimas, Sevilla, 1908), El poema de los toros (Sevilla, 1910), Nuevas rimas (Sevilla, 1911), Del campo y de la vida (crónicas), Jornadas de un peregrino: viaje a Tierra Santa (Sevilla, 1913), Romances del camino (Sevilla, 1916) y Un sevillano en París (Madrid, 1918). Fue redactor jefe literario y administrador de la revista Bética. Se le ha considerado un regionalista andaluz. Tras el estallido de la guerra civil, se decantó por el bando de los sublevados, publicando en 1936 la obra  Del levantamiento por la tradición de España. Falleció en 1961 en Sevilla.